# Calometridae
Famille
Les Calometridae sont une famille de comatules.

## Description et caractéristiques
Ces comatules portent entre dix et quarante bras. Le centrodorsal est discoïde à légèrement hémisphérique avec un apex large, aplati et lisse. Il n'y a pas de dépressions radiales (seule l'espèce fossile Kiimetra miocenica porte une étoile radiale). Les cirrhes sont courts, les plus distales portant des épines ou excroissances dorsales. Le pointe des plaques basales en bâtons est exposée en interradius ou dissimulée. Les radiales sont exposées ou dissimulées, le plus souvent avec des marges latérales visibles et séparant les primabrachiales adjacentes. La cavité radiale est très large. On note une synarthrie entre les brachiales 1 et 2, et une syzigie entre les 3 et 4 (puis parfois plus distalement). La première pinnule est délicate et fragile, mais s'élargit énormément avec les deux premiers segments. Les pinnules qui suivent sont allongées et élargies, plus solides, et composées de pinulules allongées. Elles sont couvertes de plaques ambulacraires.

## Liste des genres
Selon World Register of Marine Species (20 juin 2014) :
- genre Calometra AH Clark, 1907 -- 2 espèces
- genre Gephyrometra AH Clark, 1912 -- 1 espèce
- genre Neometra AH Clark, 1912 -- 9 espèces
- genre Pectinometra AH Clark, 1912 -- 3 espèces
- genre Reometra AH Clark, 1934 -- 1 espèces